# Villa de la Burguera
La Villa Romana de la Burguera fue una gran villa de explotación agropecuaria romana que se halla en la entrada del núcleo urbano de Salou, desde la carretera de Vilaseca.

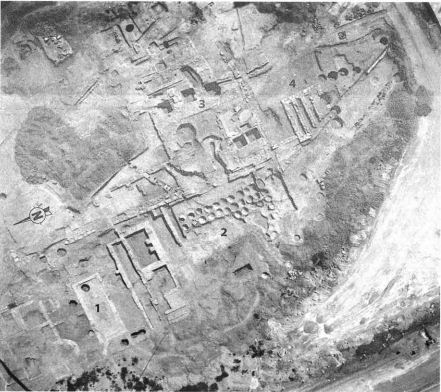
Plano de la villa

. Actualmente los restos que no se rescataron en las excavaciones, se encuentran bajo el hotel "villa romana" pero aun se pueden ver varios restos de la época romana, en el jardín del hotel. 
Las excavaciones en este núcleo de Salou se llevaron a cabo entre los años 2000 y 2002 en cinco fases. Esta villa romana tiene características similares a otras documentadas en el área del campo de Tarragona. 

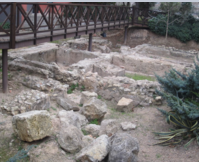
Restos de las termas

Las evidencias más antiguas corresponden a un granero de piedra datado del siglo I a. C., pero debido a una reforma llevada en el siglo I d. C. transformaron el asentamiento inicial en una villa de tipología romana dedicada principalmente a la producción de vino.

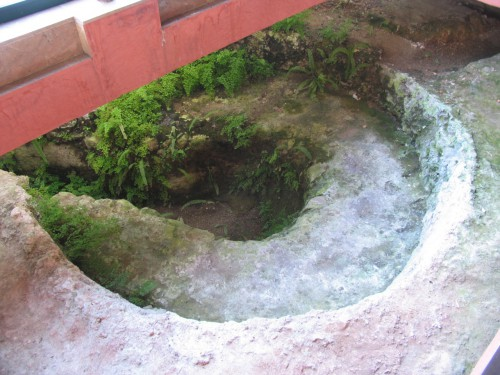
Horno de cal.

A partir de la segunda mitad del siglo II, hacia los inicios del siglo III, la ciudad se transformó en una villa de carácter lúdico con la ampliación de la zona de hábitat y construcción de un conjunto termal.
Partes de la villa:
- las termas
- los molinos
- los silos